# Tatjana Koķe
Tatjana Koķe (ur. 9 maja 1955 w Rydze) – łotewska filolog, pedagog, nauczyciel akademicki i polityk, profesor, minister (1999, 2007–2010), prorektor Uniwersytetu Stradiņša w Rydze.

## Życiorys
W 1973 ukończyła szkołę średnią w Rydze, a w 1978 studia z zakresu języka i literatury angielskiej na Uniwersytecie Łotwy. W 1986 uzyskała stopień kandydata nauk, na podstawie którego w 1993 nadano jej stopień doktora. W latach 1994–1996 na macierzystej uczelni odbyła studia doktoranckie z zakresu pedagogiki, w 1999 habilitowała się w tej dziedzinie. Kształciła się również na uczelniach w Sztokholmie i Londynie.
W latach 1978–1983 pracowała jako nauczycielka języka angielskiego. Następnie związana z Uniwersytetem Łotwy, gdzie obejmowała kolejne stanowiska, dochodząc do pełnej profesury w 2002. Była m.in. zastępczynią dyrektora instytutu edukacji i psychologii oraz dyrektorem programu studiów doktoranckich z pedagogiki.
W 1999 przez kilka miesięcy sprawowała urząd ministra do spraw szkolnictwa wyższego i nauki w rządzie Vilisa Krištopansa. Od 2006 do 2007 była parlamentarnym sekretarzem w resorcie oświaty i nauki. Następnie do 2010 z rekomendacji Łotewskiego Związku Rolników zajmowała stanowisko ministra oświaty i nauki w gabinetach Ivarsa Godmanisa i Valdisa Dombrovskisa.
W 2010 ponownie zajęła się działalnością naukową na Uniwersytecie Łotwy. W 2013 dodatkowo została prorektorem Uniwersytetu Stradiņša w Rydze, a rok później otrzymała stanowisko profesora tej uczelni.
Od 2000 członek korespondent Łotewskiej Akademii Nauk. Odznaczony m.in. Orderem Trzech Gwiazd III klasy (2013).